# Yousra
Yousra, pseudonimo di Civene Mohamed Nessim (in arabo يسرا‎?; Il Cairo, 10 marzo 1955), è un'attrice e cantante egiziana.
È considerata una tra le più carismatiche attrici dell'area medio-orientale.

## Biografia
Nata in una famiglia cairota media, dopo il diploma, ha esordito in una piccola parte del film Fatah Tabhath Aan Al-Hob (1977) regia di Nader Galal.
Ha recitato con Yusuf Shahin, Faten Hamama, Omar Sharif, Adel Imam, Ahmed Zaki, Soad Hosny, Mahmoud Hemeda e Nour El-Sherif. Ha interpretato alcuni tra i ruoli più importanti del cinema arabo degli ultimi 30 anni, come Iskendria Kaman Wi Kaman (1989) di Yusuf Shahin, Mercedes (1993) di Yousry Nasrallah ed Emarat Yaccobian (2007) regia di Marwan Hamed.
Youssra ha, anche, grande successo nelle serie televisive per il mese di Ramadan, dal 1996 ne interpreta una all'anno
È sposata con l'ingegnere Khaled Saleh Selim, figlio del leggendario dirigente dell'El-Ahly, Saleh Selim (1930-2002).

## Filmografia parziale
- Qasr fi Al-Hawaa (1980), regia di Abdel Halim Nasr
- Al-Goa'a (1986), regia di Ali Badrakhan
- Emra'a Lel Asaf (1988)
- Al-Kaboos (1989)
- Al-Ra'i wal Nisaa (1990)
- Al-Mohager (1994), regia di Yusuf Shahin
- Dantilla (1993)
- Touyour al-Zalam (1996)
- Al-Warda al-Hamra (2001)
- Iskandria New York (2004), regia di Yusuf Shahin
- Damm el-Ghazal (2005) regia di Mohamed Yassin

## Televisione parziale
- Rafat Al-Haggan (1994), serie TV
- Ahlam al-A'adeya (2005), serie TV
- Saraya Abdeen (2014), serie TV
- Ladayna Akwalon Okhra (2018), serie TV

## Discografia parziale
- Heb Khali Nass (2010)[5]
- 3 Daqat (2017)[6]